# NGC 1232
NGC 1232は、エリダヌス座の方角に約6000万光年離れた位置にある中間渦巻銀河である。
数百万個の明るい恒星と暗い塵で閉められ、渦状腕が銀河の中心を回っている。明るい青色星を含む散開星団が渦状腕に沿って散在し、その間には濃い星間塵がダークレーンを成している。暗い通常の恒星や星間ガスはあまり見えないが、その重力で銀河内部の運動を支配している。銀河外部の運動を説明するためには、ダークマターと呼ばれる未知の物質の存在が必要である。
NGC 1232とその伴銀河は、NGC 1300とともにエリダヌス座銀河団の一部を構成している。

## ESO 547-16
ESO 547-16は、NGC 1232の伴銀河であり、渦状腕が不自然に曲がっている原因になっていると考えられている。1988年、NGC 1232が6500万光年離れているのに対し、NGC 1232Aは6800万光年離れていることが推定された。